# Marwan Tarek
Marwan Tarek (* 30. Januar 2000 in Kairo) ist ein ägyptischer Squashspieler.

## Karriere
Marwan Tarek spielte erstmals 2016 auf der PSA World Tour und gewann bislang drei Titel. Seine höchste Platzierung in der Weltrangliste erreichte er mit Rang 123 im November 2021. Bereits in seiner Zeit bei den Junioren feierte er große Erfolge. 2017 gewann er die Junioren-Weltmeisterschaft nach einem Finalsieg gegen Victor Crouin mit 11:9, 3:11, 11:6, 3:11 und 11:2. Im Jahr darauf erreichte er nochmals das Finale, in dem er Mostafa Asal in drei Sätzen unterlag.
Er studiert an der Harvard University, für die er auch im College Squash aktiv ist.

## Erfolge
- Gewonnene PSA-Titel: 3